# Фанжо
Фанжо́ (фр. Fanjeaux) — коммуна во Франции, находится в регионе Лангедок — Руссильон. Департамент коммуны — Од. Административный центр кантона Фанжо. Округ коммуны — Каркасон.
Код INSEE коммуны — 11136.

## Население
Население коммуны на 2008 год составляло 776 человек.
| 1962 | 1968 | 1975 | 1982 | 1990 | 1999 | 2008 |
| ---- | ---- | ---- | ---- | ---- | ---- | ---- |
| 748  | 776  | 748  | 778  | 775  | 770  | 776  |

## Экономика
В 2007 году среди 467 человек в трудоспособном возрасте (15—64 лет) 270 были экономически активными, 197 — неактивными (показатель активности — 57,8 %, в 1999 году было 67,7 %). Из 270 активных работали 239 человек (136 мужчин и 103 женщины), безработных было 31 (11 мужчин и 20 женщин). Среди 197 неактивных 45 человек были учениками или студентами, 54 — пенсионерами, 98 были неактивными по другим причинам.

## Достопримечательности
- Дом Св. Доминика
- Руины доминиканского монастыря
- Монастырь Пруйль, построенный на месте монастыря, основанного Св. Домиником в 1206 году
- Церковь Успения Богородицы, построенная на месте древнего храма Юпитера в 1278 году
- Смотровая площадка Сеньяду

## Фотогалерея
- Церковь Успения Богородицы
- Монастырь Пруйль
- Торговые ряды
- Дом св. Доминика